# 1830m
1830m (Sen Happyaku Sanjū Mētoru, lit. "Mil Oitocentos e Trinta Metros") é o 4º álbum de estúdio do AKB48.
Foi revelado em 16 de julho, o detalhes do 4º e mais novo álbum do AKB48. O título seria 1830m que se refere ao número de metros que separa o teatro AKB do grande Tokyo Dome e tem data de lançamento marcada para 15 de agosto.
Lembrando também que ele trará canções como Sakura no Ki Ni Narou, Everyday, Katyusha, Flying Get, Kaze wa Fuiteiru, Ue kara Mariko, entre outras 30 novas músicas! 
Foi revelado também mais detalhes sobre o novo álbum do AKB48 intitulado "1830m" que será lançado em duas versões sendo uma tendo 2CD's + DVD. Essas músicas são uma mistura de músicas dos single, dos stages, e a música do último documentário do grupo [Documentary of AKB48: Show Must Go On]. Isto significa que há uma possibilidade do novo álbum ter até treze músicas novas.
Yasushi Akimoto anteriormente havia afirmado na Rádio NHK que poderia haver 12 novas músicas, e se lembrarmos, ele também mencionou no Google+ que estava trabalhando em uma música solo para Mariko Shinoda (Team A) para ser lançada neste álbum. Totalizando assim realmente o número esperado de músicas.
Como sempre em lançamentos individuais, a versão Theater do álbum também incluirá um bilhete para um evento de handshake. A novidade dos três eventos de handshake que irão acontecer associados a esse álbum é que haverá também a possibilidade de você 2 fotos de si mesmo com a membro você tem o bilhete. 

## Regular Edition
| Críticas profissionais | Críticas profissionais |
| Avaliações da crítica  | Avaliações da crítica  |
| Fonte                  | Avaliação              |
| ---------------------- | ---------------------- |
| Rolling Stone Japão    | [ 3 ]                  |

Todas as faixas escritas e compostas por Yasushi Akimoto. 
| CD1            | |                |         |  |
| N.º            | Título | Compositor(es) | Duração |  |
| 1.             | "First Rabbit" (Haruna Kojima, Mariko Shinoda, Aki Takajō, Minami Takahashi, Atsuko Maeda, Tomomi Itano, Yūko Ōshima, Minami Minegishi, Yui Yokoyama, Yuki Kashiwagi, Rie Kitahara, Mayu Watanabe, Mina Ōba, Haruka Shimazaki, Suzuran Yamauchi, Rino Sashihara) | Keigo Yo       | 4:48    |  |
| 2.             | "Ōgon Center" (Kenkyuusei) |                | 3:50    |  |
| 3.             | "Miniskirt no Yōsei" (Rina Izuta, Erena Saeed Yokota, Rina Hirata) |                | 3:59    |  |
| 4.             | "Ue kara Mariko" |                | 4:39    |  |
| 5.             | "Anti" (Team Kenkyūsei) |                | 4:11    |  |
| 6.             | "Lemon no Toshigoro" (Marina Kobayashi, Wakana Natori, Yukari Sasaki, Tomu Mutō) | Shinya Sumida  | 4:00    |  |
| 7.             | "Renai Sousenkyo - YM7" (Aki Takajō, Tomomi Kasai, Mika Komori, Sumire Satō, Miho Miyazaki, Miyu Takeuchi , Rino Sashihara) |                | 3:32    |  |
| 8.             | "Yasai Uranai" |                | 3:51    |  |
| 9.             | "Everyday, Katyusha" |                | 5:14    |  |
| 10.            | "Hashire! Penguin" (Team 4) |                | 3:32    |  |
| 11.            | "Romance Kakurenbo" (Miyū Ōmori) |                | 3:25    |  |
| 12.            | "Tsubomitachi" (Team 4 + Kenkyūsei) |                | 3:43    |  |
| 13.            | "Jung ya Freud no Baai" (Special Girls C) |                | 4:29    |  |
| 14.            | "Flying Get" |                | 4:15    |  |
| 15.            | "Kaze wa Fuiteiru" |                | 3:42    |  |
| 16.            | "Sakura no Ki ni Narou" |                | 5:30    |  |
| 17.            | "Give Me Five!" |                | 5:01    |  |
| Duração total: | Duração total: | Duração total: | 67:01   |  |

Todas as faixas escritas e compostas por Yasushi Akimoto. 
| CD2            | |                |         |  |
| N.º            | Título | Compositor(es) | Duração |  |
| 1.             | "Hate" (Team A) |                | 3:06    |  |
| 2.             | "Plastic no Kuchibiru" (Mariko Shinoda) |                | 4:09    |  |
| 3.             | "Omoide no Hotondo" (Minami Takahashi, Atsuko Maeda) | Shinya Sumida  | 6:42    |  |
| 4.             | "Iede no Yoru" (Team K) |                | 4:51    |  |
| 5.             | "Scandalous ni Ikō" (Yuko Oshima, Haruna Kojima) |                | 3:24    |  |
| 6.             | "No Count" (Team B) |                | 4:20    |  |
| 7.             | "Avocado Janeshi..." (Mayu Watanabe, Rino Sashihara) |                | 4:00    |  |
| 8.             | "Chokkaku Sunshine" (Team 4) |                | 3:59    |  |
| 9.             | "Bokutachi wa Ima Hanashiau Beki Nan Da" (Tomomi Itano, Yuki Kashiwagi) |                | 4:24    |  |
| 10.            | "Sakuranbo to Kodoku" (Kenkyuusei) |                | 4:39    |  |
| 11.            | "Daiji na Jikan" (Miyū Ōmori) |                | 4:25    |  |
| 12.            | "Itsuka Mita Umi no Soko - Up & Coming Girls" (Mayu Watanabe, Anna Iriyama, Rena Katō, Rina Kawaei, Haruka Shimazaki, Ryōka Ōshima, Yuria Kizaki, Jurina Matsui, Kumi Yagami, Kanon Kimoto, Nana Yamada, Miyuki Watanabe, Eriko Jō, Haruka Kodama, Yūko Sugamoto, Sakura Miyawaki) |                | 3:56    |  |
| 13.            | "Gū Gū Onaka" |                | 4:01    |  |
| 14.            | "Yasashisa no Chizu" |                | 4:26    |  |
| 15.            | "Itterasshai" |                | 5:27    |  |
| 16.            | "Aozora yo Sabishiku Nai Ka?" (AKB48 + SKE48 + NMB48 + HKT48) |                | 4:51    |  |
| 17.            | "Sakura no Hanabira ~Maeda Atsuko solo ver.~" (Atsuko Maeda) | Hiroshi Uesugi | 5:25    |  |
| Duração total: | Duração total: | Duração total: | 69:38   |  |

## Aparições na Mídia
- Give Me Five!: Interpretado ao vivo nos episódios 199 e 200 do AKBingo! em agosto de 2012. Foi regravado pelo SNH48 em 2015. Yuki Kashiwagi interpreta essa música tocando bateria, em concertos solo. Foi interpretada por Yuko Oshima e músicos convidados no 2º AKB48 Kouhaku Taikou Utagassen.
- Sakura no Ki ni Narō: Música-tema do Dorama Sakura Kara no Tegami, foi regravada pelo SNH48 em 2013. Yuki Kashiwagi interpretou esta música em versão acústica durante um concerto solo realizado em 2012.
- Flying Get: Venceu o Japan Record Awards de 2011 pela categoria "Melhor Música do Ano". É interpretada por Yuki Kashiwagi em concertos solo.
- Everyday, Kachuusha: Tema do filme Moshidora, estrelada por Minami Minegishi e Atsuko Maeda.
- First Rabbit: Tema do Documentário do AKB48: O Show Tem Que Continuar (The Show Must Go On).
- Omoide no Hotondo: Foi uma das músicas interpretadas no Request Hour Set List 1035 2015, desta vez interpretado por Yui Yokoyama e Minami Takahashi. Também apareceu (em um trecho) durante o episódio 59 do AKB48 SHOW! (24 de janeiro de 2015).
- Renai Sousenkyo: Aparece na trilha sonora do jogo AKB 1/149: Renai Sousenkyo que foi lançado em 2012 para o PSP e em 2013 para PSVita e PS3, apenas no Japão.

## Histórico de lançamentos
| Região        | Data                 | Formato                       | Gravadora                                          |
| ------------- | -------------------- | ----------------------------- | -------------------------------------------------- |
| Japão         | 15 de agosto de 2012 | CD Download digital streaming | King Records                                       |
| Hong Kong     | 15 de agosto de 2012 | CD Download digital streaming | King Records                                       |
| Taiwan        | 15 de agosto de 2012 | CD Download digital streaming | King Records                                       |
| Coreia do Sul | 3 de agosto de 2018  | Download digital streaming    | Stone Music Entertainment Genie Music King Records |